# الن چویی چونگ-سان
الن چویی چونگ-سان (انگلیسی: Alan Chui Chung-San؛ ‏ ۱۶ اوت ۱۹۵۴ – ۲ نوامبر ۲۰۲۲) که با نام الن هسو هم شناخته می‌شود، بازیگر اهل هنگ کنگ است.
از فیلم‌ها یا مجموعه‌های تلویزیونی که وی در آن‌ها نقش داشته‌است، می‌توان به قمارخانه، هاپکیدو، اژدها وارد می‌شود، مشت بیدارشده، پنجه تک‌شاخ، انتقام پلنگ صورتی، ببر کوچک کانتون، بیا و با من پیکی بزن و ارباب اژدها اشاره نمود.